# Ковальово (Кезький район)
Ковальо́во (рос. Ковалёво) — присілок у складі Кезького району Удмуртії, Росія.

## Населення
Населення — 40осіб (2010; 50 в 2002).
Національний склад станом на 2002 рік:
- удмурти — 96 %

## Урбаноніми
- вулиці — Садова